# Martinikerk (Franeker)
De Martinikerk is een kerkgebouw in Franeker in de Nederlandse provincie Friesland. Het kerkgebouw is een rijksmonument.

## Beschrijving
De kerk uit de tweede helft van de 14e eeuw was oorspronkelijk gewijd aan Martinus. De pseudobasiliek heeft dertig pilaren tussen het middenschip en de zijbeuken en twaalf pilaren rond het koor. Op de pilaren bevinden zich fresco's met afbeeldingen van de heiligen: Dominicus, Franciscus, Lucas, Jakobus de Meerdere, Sebastiaan, Adrianus, Hubertus, Rochus, Clothilde, Catharina van Alexandrië, Sint-Margaretha en Apollonia van Alexandrië.
De Martinikerk is de enige middeleeuwse kerk in Friesland met een kooromgang. Het orgel uit 1842 is gemaakt door Van Dam. De restauratie in de periode 1940-1943 geschiedde naar plannen van Herman van der Kloot Meijburg.

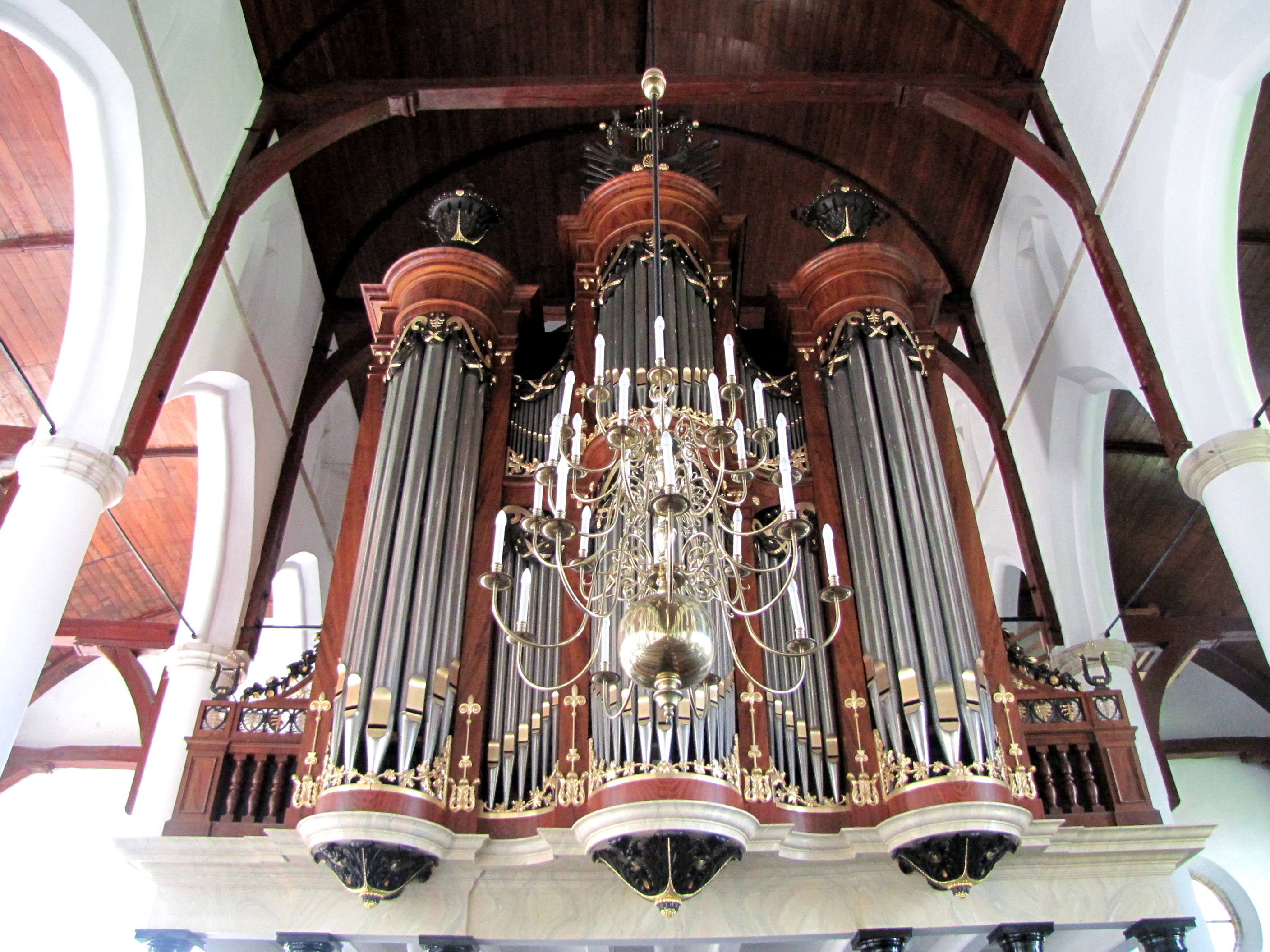
Orgel
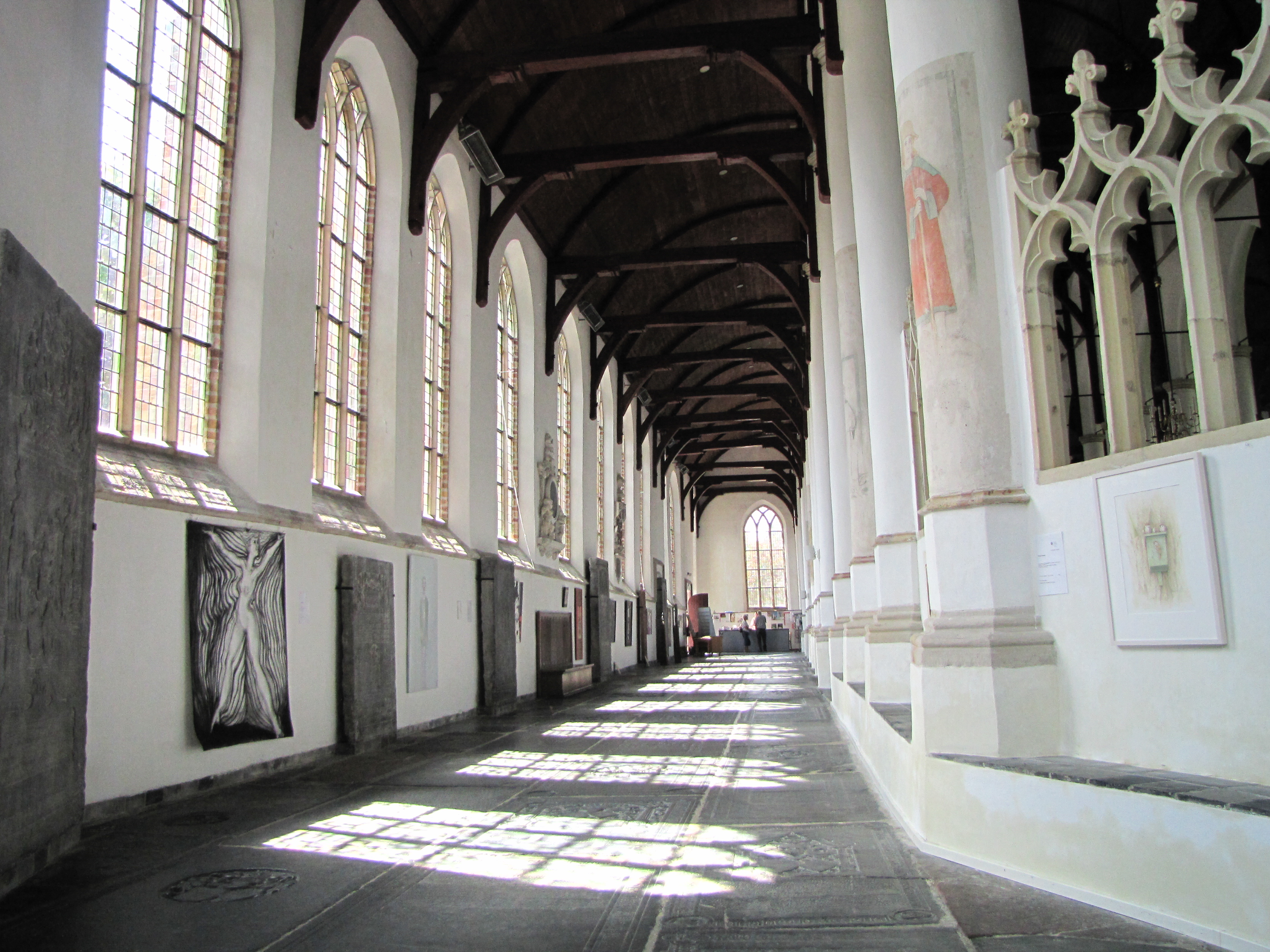
Zijbeuk

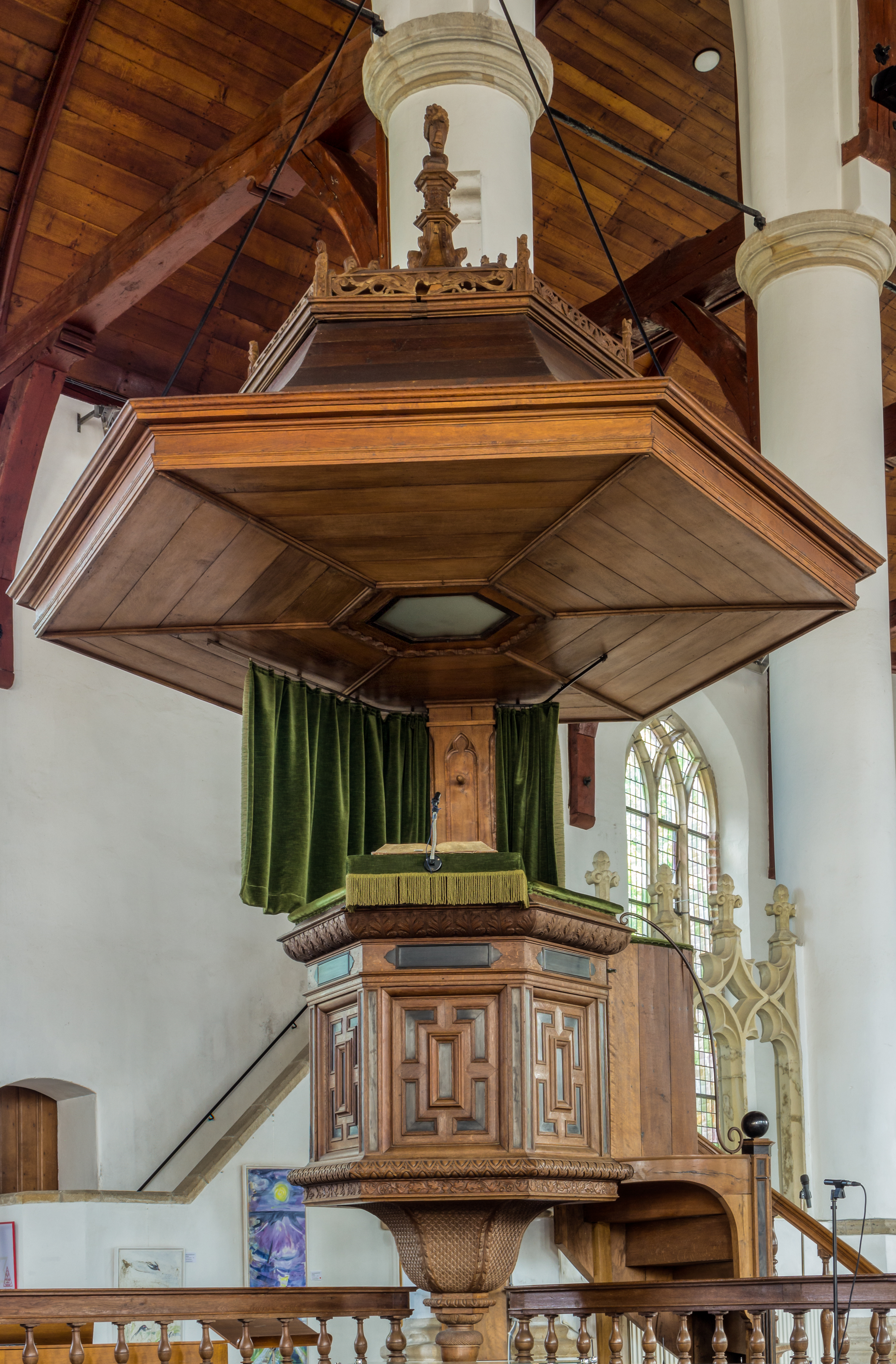
Preekstoel
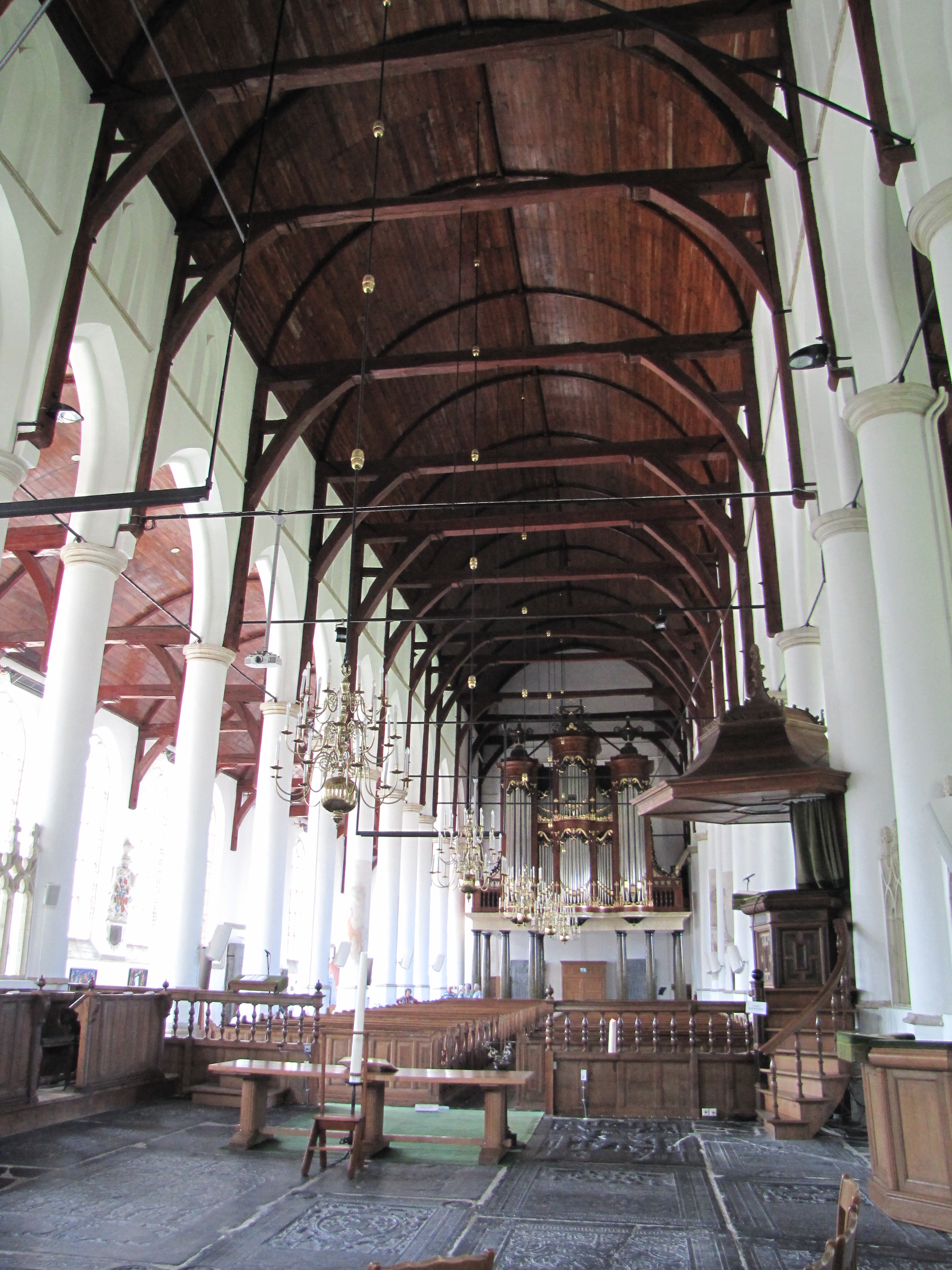
Middenschip
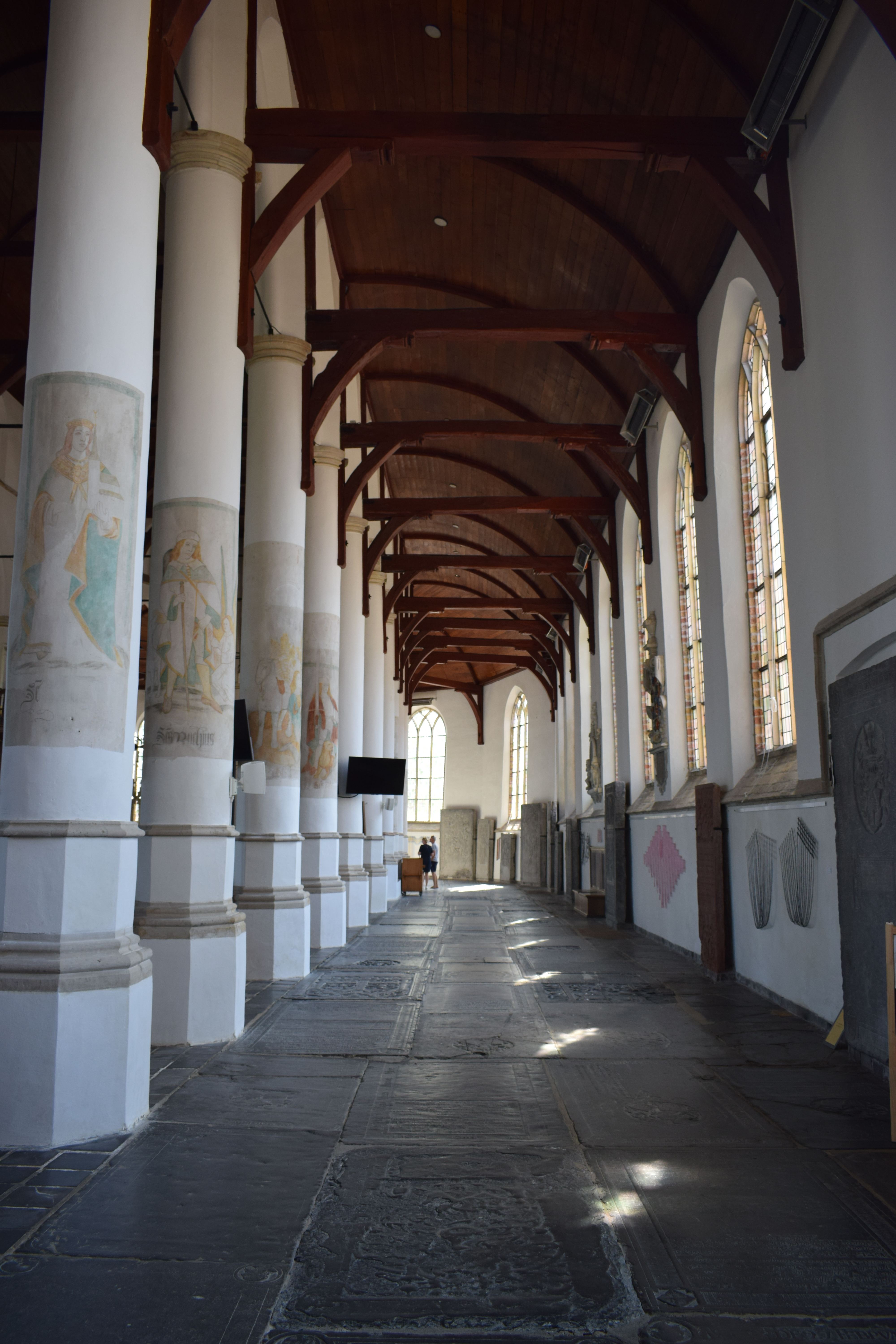
Zijbeuk